# لیوه‌کند
لیوه‌کند (به لاتین: Levakend) منطقه‌ای مسکونی در جمهوری آذربایجان است که در شهرستان داش‌کسن واقع شده‌است.